# Albrecht Haack
Albrecht Haack (* 6. Dezember 1898 in Südende; † 22. September 1976 in München) war ein deutscher Chemiker.
Haack studierte von 1919 bis 1924 Chemie und Naturwissenschaften an der Universität Erlangen mit dem Diplom 1924. Seit 1919 war er Mitglied der Burschenschaft der Bubenreuther. Er wurde 1926 bei Otto Fischer (und Anton Vilsmeier) promoviert. Von 1928 bis 1941 war er Betriebschemiker bei der Milchzentrale in Karlsruhe. 1941 bis 1945 leistete er Wehrdienst und war dann bei der Steuerverwaltung in Erlangen und Nürnberg und in anderen Stellen (die aber nichts mit Chemie zu tun hatten). 1963 ging er in den Ruhestand.
Seinen Namen trägt die von ihm gemeinsam mit Anton Vilsmeier entdeckte Vilsmeier-Haack-Reaktion zur Formylierung von Aromaten mit Formamiden und Phosphoroxychlorid. Nach Vilsmeier war dies aber nur die Aufklärung der schon in seiner eigenen Dissertation zuvor gefundenen Synthesemethode.